# Storia di Acquaviva delle Fonti
La storia di Acquaviva delle Fonti inizia nell'età peuceta e continua sino ai giorni d'oggi, ma comprende anche un vuoto di informazioni relativo all'epoca romana.

## Storia

### Origini
Le sue origini non sono certe. Alcuni studiosi ritengono che sia sorta intorno al IV-V secolo a.C. nella zona di Salentino (collina situata a pochi chilometri dall'abitato e dominante una grande zona pianeggiante e molto fertile); altri sostengono che i primi insediamenti acquavivesi si potrebbero far risalire al periodo che intercorre fra il VI e VIII secolo d.C. È cosa certa, che a Salentino vi fu un insediamento antico perché gli scavi effettuati nel 1976 ne diedero conferma. Infatti furono portati alla luce diverse abitazioni complete di focolari ed a fianco ad esse furono ritrovate le sepolture con scheletri umani. La fertilità delle terre a valle, la ricchezza delle acque sorgive o qualche devastazione furono le cause che spinsero gli abitanti a spostarsi verso l'attuale centro urbano. Il toponimo in epoca latina era: Aquaviva. L'attuale Acquaviva, infatti, venne abitata dagli emigrati degli antichi villaggi di Malano, Ventauro, San Pietro, San Marco, Sant'Angelo e Salentino.

### Medioevo e Età Moderna
Acquaviva fin dall'età più remota crebbe rapidamente, rispetto agli altri villaggi, grazie al suo clima e alla presenza delle falde acquifere ed è grazie a quest'ultima ricchezza che, dopo molti secoli, al nome Acquaviva è stato aggiunto "delle Fonti". L'acqua sotterranea, raccolta nelle falde, era sfruttata per scopi agricoli e tirata su dalla noria, secondo il linguaggio locale la 'ngegne, che era una macchina attivata da un asino o da un mulo che girava in circolo all'infinito (tutt'oggi questo oggetto è visibile in piazza Vittorio Emanuele). Il suo nome comunque risulta tra le sedi episcopali dei primi tempi della Chiesa. Appartenuta successivamente ai normanni, che edificarono il Castello, passò agli svevi che modificarono il castello con elementi tipici del periodo federiciano, agli angioini e agli aragonesi. Passato al principe di Taranto Giovanni Antonio Orsini Del Balzo, il feudo di Acquaviva fu assegnato in dote nel 1456 alla di lui figlia Caterina sposa del duca d'Atri Giulio Antonio Acquaviva, assieme ai feudi di Noci, Turi, Conversano Castellana, Bitonto, Bitetto e Gioia. Nel 1499 il feudo di Acquaviva apparteneva alla contea di Conversano. Il marchesato di Acquaviva, assieme alla contea di Gioia, passato nel 1597 a Giosia e al di lui figlio Alberto Acquaviva d'Aragona, fu messo in vendita nel 1614 da quest'ultimo per dissesti finanziari. In tale data in Napoli presso la Regia Camera della Sommaria era affisso il bando d'asta con l'apprezzo stimato dai Regi Tavolari e Acquaviva era così descritta: Acquaviva è una terra ricca e populata, 1700 fuochi (8.500 abitanti) di sito bellissimo, presenta comodità di negoziare ogli (oli) stando nel cuore della provincia ricchissima di tale frutto. La vicinanza al mare offre la possibilità di smaltirlo, per Venetia, Ferrara et per altri infiniti luoghi.

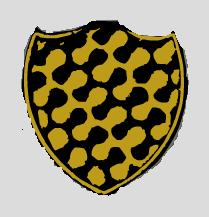
Famiglia De Mari

La vendita di Acquaviva, assieme a Gioia, avvenne il 4 marzo 1614 per acquisto da parte di uomo d'affari genovese marchese Paride Pinelli. Nel 1623, alla morte di quest'ultimo, il feudo di Acquaviva e Gioia fu tenuto in fitto per 35 anni (1629-1664) da Giangirolamo Acquaviva d'Aragona, dal genovese Antoniotto Spinola, dal marchese Caracciolo di Santeramo e poi dal principe di Cassano, Gaspare Ayerbo. Nel 1663 Giovanni Girolamo Molignani, sulle ceneri di una precedente accademia poetico-letteraria, fonda l'Accademia dei ravvivati. Il feudo fu comprato finalmente nel 1665 per 216.000 ducati dal genovese marchese di Assigliano Carlo de Mari. Il nuovo feudatario, con il quale iniziò il dominio della famiglia De Mari che si protrarrà per oltre un secolo e mezzo, fissò la sua dimora nel vecchio castello di Acquaviva delle Fonti trasformandolo in uno splendido palazzo baronale. L'opera di trasformazione di Carlo De Mari e dei suoi successori sul castello è radicale: essi lo trasfigurarono completamente, portandolo ad un assetto molto prossimo a quello attuale, avente lo status di palazzo nobiliare. La dinastia de Mari fu caratterizzata e costellata da dispotismo, usurpazioni e sfruttamento sul popolo di Acquaviva, Gioia e Castellaneta sino all'abolizione della feudalità del 1806.

### Feudatari

#### XII secolo
- Cornulo (1129);
- Roberto Brizio (1136);
- Roberto Gurgulione (1145).

#### XIII secolo
- Filippo Cinardi (1240);
- Consiglio da Bari (1266);
- Galgano de Marra (1269);
- Guglielmo I de Sateguevilla (1270);
- Guglielmo II de Sateguevilla (1270);
- Guglielmo III de Sateguevilla (1282);
- Guglielmo d'Alneto (1284).

#### XIV secolo
- Raimondo Berengario (1303);
- Azzo VIII, signore di Ferrara (1305);
- Bertrando del Balzo (1309);
- Francesco I del Balzo (1351);
- Luigi d'Enghien (1375 circa);
- Luigi di Sanseverino (1382);
- Franceschello Guindazzo (1382);
- Pietro di Lussemburgo (1397).

#### XV secolo
- Antonio de Sansovisiis (1407);
- Alberico da Barbiano (1409);
- Giovannella Gesualdo e Domenico Attendolo Sforza (1414);
- Giacomo II di Borbone-La Marche, principe di Taranto e duca di Calabria (1415);
- Maria d'Enghien e Giovanni Antonio Orsini Del Balzo, principe di Taranto (1416);
- Giovanni Antonio Orsini Del Balzo, principe di Taranto (1429);
- Jacopo Caldora, duca di Bari (1434);
- Antonio Caldora, duca di Bari (1439);
- Giovanni Antonio Orsini Del Balzo, duca di Bari e principe di Taranto (1440);
- Francesco II del Balzo, duca d'Andria (1450 circa);
- Pirro del Balzo, duca d'Andria e signore di Acquaviva (1482);
- Federico IV d'Aragona, duca d'Andria e signore di Acquaviva (1487);
- Giovanna di Trastámara, principessa d'Aragona e regina consorte di Ferdinando I di Napoli (1496);
- Andrea Matteo Acquaviva d'Aragona (1499).

#### XVI secolo
- Prospero Colonna (1503);
- Andrea Matteo Acquaviva d'Aragona (1505);
- Giannantonio Donato Acquaviva d'Aragona (1511);
- Giovanni Girolamo I Acquaviva d'Aragona (1554);
- Alberto Acquaviva d'Aragona, undecimo duca d'Atri e conte di Gioia (1575);
- Giosia Acquaviva d'Aragona, duodecimo duca d'Atri (1597).

#### XVII-XVIII secolo
- Ascanio de Scribanis (1611);
- Paride Pinelli, marchese di Civitasantangelo (1614);
- Giangirolamo Acquaviva d'Aragona, conte di Conversano (1629);
- Antoniotto Spinola (1640);
- Giovanni Battista Caracciolo, in fitto al marchese di Santeramo (1658);
- Gaspare Ayerbo d'Aragona, in fitto al principe di Cassano (1664);
- Carlo I de Mari, primo principe di Acquaviva e secondo marchese di Assigliano (1665). Moglie: Geronima Doria. Figli: Teresa de Mari;
- Carlo II de Mari, secondo principe di Acquaviva e terzo marchese di Assigliano (1697). Moglie: Beatrice di Tocco dei principi di Montemiletto. Figli: Laura de Mari.
- Giovanbattista de Mari, terzo principe di Acquaviva (1740). Moglie: Maria Grazia Caracciolo di San Vito;
- Carlo III de Mari, quarto principe di Acquaviva (1775). Moglie: Maria Rosa Gaetani. Figli: Beatrice de Mari.

## Campo dei Missili
Sul territorio di Acquaviva delle Fonti, tra il gennaio e l'aprile del 1960 sulla via vecchia di Sannicandro di Bari, a poca distanza dal centro abitato di Acquaviva, fu realizzata una base USA, soprannominata dal popolino il "Campo dei Missili". Qui era situata per l'esattezza la base n. 9 della 2ª Squadriglia del 111º Gruppo nata per ospitare i PGM-19 Jupiter, missili termonucleari a medio raggio (ovvero con portata tra i 1000 e i 5500 km) puntati verso l'Unione Sovietica. Sette basi furono altresì operative dal 1958 al 1963 sulle Murge lungo il tracciato della via Appia a Spinazzola, Gravina, Casal Sabini-Altamura, Ceraso-Altamura, Gioia del Colle, Laterza e Mottola, mentre due basi furono localizzate in Basilicata, presso Irsina e Matera. Ciascuna delle basi aveva installato al suo interno tre missili Jupiter, ognuno dei quali con potenza pari a circa cento bombe atomiche come quella lanciata su Hiroshima. Il 1º marzo 1957 venne lanciato il primo missile IRBM (Intermediate Range Ballistic Missile) Jupiter dalla base statunitense di Cape Canaveral. Poco più di due anni dopo, a partire dal 5 settembre 1959 cominciò l'installazione del "sistema d'arma Jupiter" in Italia, operazione che si concluse il 20 giugno 1961, quando anche l'ultima base divenne operativa. Nel gennaio 1963 gli USA comunicarono al governo italiano la decisione, presa durante gli sviluppi della crisi dei missili di Cuba, di smantellare le basi. Nel giugno dello stesso anno, l'ultimo missile Jupiter fu rimosso dalla Murgia e imbarcato oltreoceano.